# Bothrocarina
Bothrocarina – rodzaj ryb z rodziny węgorzycowatych (Zoarcidae).

## Systematyka
Gatunki zaliczane do tego rodzaju:
- Bothrocarina microcephala
- Bothrocarina nigrocaudata